# Medibank International 2005
Medibank International 2005 — тенісний турнір, що проходив на відкритих кортах з твердим покриттям NSW Tennis Centre у Сіднеї (Австралія). Це був 113-й за ліком Sydney International, що належав до серії 250 в рамках Туру ATP 2005, а також до серії Premier в рамках Туру WTA 2005. Тривав з 9 до 15 січня 2005 року.

## фінали

### Одиночний розряд, чоловіки
Ллейтон Г'юїтт —  Іво Мінарж, 7–5, 6–0

### Одиночний розряд, жінки
Алісія Молік —  Саманта Стосур, 6–7, 6–4, 7–5

### Парний розряд, чоловіки
Магеш Бгупаті /  Тодд Вудбрідж —  Арно Клеман /  Мікаель Льодра, 6–3, 6–3

### Парний розряд, жінки
Бріанн Стюарт /  Саманта Стосур —  Олена Дементьєва /  Ай Суґіяма, walkover